# Vitis zhejiang-adstricta
Vitis zhejiang-adstricta är en vinväxtart som beskrevs av Pao Ling Chiu. Vitis zhejiang-adstricta ingår i släktet vinsläktet, och familjen vinväxter. Inga underarter finns listade i Catalogue of Life.